# Phusis
 (octobre 2019).
Si vous disposez d'ouvrages ou d'articles de référence ou si vous connaissez des sites web de qualité traitant du thème abordé ici, merci de compléter l'article en donnant les références utiles à sa vérifiabilité et en les liant à la section « Notes et références ».
La Phusis (en grec ancien : φύσις, traduit ordinairement par « nature ») est un concept philosophique, considéré comme l'un des tout premiers de la pensée grecque. 
Pour les Présocratiques, le concept originaire désigne, tout ce qui est et advient, la nature, mais non pas au sens moderne, ni même l'ensemble des choses physiques, mais élargie à la dimension la plus large possible : la totalité de ce qui est ou se produit (les événements ou processus), considéré à la fois dans son être et dans son changement ou mouvement. Un équivalent moderne pourrait être « la totalité des phénomènes ».
Aristote a écrit plusieurs ouvrages sur la Phusis, dont le terme a donné au Moyen Âge « physique ».
L'étude de cette notion a été profondément renouvelée par Martin Heidegger au XXe siècle.